# Danial Frost
Danial Nielsen Frost, né le 18 octobre 2001 à Singapour, est un pilote automobile singapourien.

## Carrière
Danial Frost est le deuxième pilote confirmé dans la grande équipe Indy Lights d'Andretti Autosport pour 2021. Danial Frost, qui s'est battu pour le dernier titre Indy Pro 2000 et a terminé troisième au classement, pilotera le Dallara n°68 aux côtés du champion Indy Pro 2000 de 2019, Kyle Kirkwood.

### Résultats en monoplace
| Saison    | Championnat                    | Écurie                                 | Courses | Victoires | Pole positions | Meilleurs tours | Podiums | Points | Classement |
| --------- | ------------------------------ | -------------------------------------- | ------- | --------- | -------------- | --------------- | ------- | ------ | ---------- |
| 2016-2017 | Formule 4 Asie du Sud-Est      | Team Meritus                           | 30      | 7         | 1              | 4               | 18      | 317    | 5e         |
| 2017      | Formule 4 Japonaise            | Zap Speed Racing Team                  | 2       | 0         | 0              | 0               | 0       | 0      | 35e        |
| 2017      | Formule Masters China          | Eurasia Motorsport                     | 17      | 1         | 4              | 3               | 10      | 166    | 3e         |
| 2017      | Formule 4 Danoise              | Vesti Motorsport                       | 3       | 0         | 0              | 0               | 0       | 16     | 14e        |
| 2017-2018 | Formule 4 Asie du Sud-Est      | Team Meritus                           | 5       | 1         | 2              | 0               | 3       | 71     | 17e        |
| 2017-2018 | MRF Challenge Formula 2000     | MRF Racing                             | 16      | 0         | 0              | 0               | 1       | 83     | 6e         |
| 2018      | US F2000 National Championship | Exclusive Autosport                    | 7       | 0         | 0              | 0               | 0       | 77     | 17e        |
| 2018-2019 | MRF Challenge Formula 2000     | MRF Racing                             | 8       | 1         | 0              | 1               | 6       | 106    | 7e         |
| 2019      | Indy Pro 2000 Championship     | Exclusive Autosport                    | 16      | 2         | 1              | 1               | 6       | 318    | 5e         |
| 2020      | Indy Pro 2000 Championship     | Turn 3 Motorsport                      | 17      | 1         | 1              | 1               | 6       | 329    | 3e         |
| 2020      | Formule Régionale Amériques    | Andretti Autosport                     | 10      | 0         | 0              | 0               | 1       | 62     | 8e         |
| 2021      | Indy Lights Series             | Andretti Autosport                     | 20      | 0         | 3              | 2               | 3       | 338    | 5e         |
| 2022      | Indy Lights Series             | HMD Motorsports with Dale Coyne Racing | 14      | 1         | 0              | 0               | 1       | 382    | 7e         |
| 2023      | Indy Lights Series             | HMD Motorsports with Dale Coyne Racing | 14      | 1         | 0              | 0               | 3       | 361    | 6e         |